# Alvise da Mosto (destroyer)
Le Alvise da Mostro (fanion « DM ») était un destroyer italien de la classe Navigatori lancé en 1929 pour la Marine royale italienne (en italien : Regia Marina). 

## Conception et description
Commandés en 1926, ces navires ont été construits pour la Regia Marina en réponse aux grands contre-torpilleurs des classes Jaguar et Guépard construits pour la Marine française. Ces navires étaient nettement plus grands que les autres destroyers italiens contemporains et étaient initialement classés comme croiseur éclaireur, la reconnaissance aérienne prenant alors de l'ampleur. Ils ont été reclassés dans la catégorie des destroyers en 1938.
Les navires de la classe Navigatori avaient une longueur totale de 107,3 mètres, une largeur de 10,2 mètres et un tirant d'eau moyen de 3,5 mètres. Ils déplaçaient 1 900 tonnes à charge normale et 2 580 tonnes à charge profonde. Leur effectif en temps de guerre était de 222-225 officiers et hommes de troupe.
Les Navigatori étaient propulsés par deux turbines à vapeur Belluzzo, chacune entraînant un arbre d'hélice et utilisant la vapeur fournie par quatre chaudières Yarrow. Les turbines étaient conçues pour produire 55 000 chevaux-vapeur (41 000 kW) et une vitesse de 32 nœuds (59 km/h) en service, bien que les navires aient atteint des vitesses de 38-41 nœuds (70-76 km/h) pendant leurs essais en mer alors qu'ils étaient légèrement chargés.Ils transportaient suffisamment de mazout qui devait leur donner une autonomie de 3 800 milles nautiques (7 000 km) à une vitesse de 18 nœuds (33 km/h).
Leur batterie principale était composée de six canons de 120 millimètres dans trois tourelles jumelées, une à l'avant et à l'arrière de la superstructure et la troisième au milieu du navire. La défense antiaérienne (AA) des navires de la classe Navigatori était assurée par une paire de canons AA de 40 millimètres dans des supports simples situés à l'avant de la cheminée et une paire de supports jumelés pour des mitrailleuses de 13,2 millimètres. Ils étaient équipés de six tubes lance-torpilles de 533 millimètres dans deux supports triples au milieu du navire. Le Navigatori pouvait transporter de 86 à 104 mines.
Les navires étaient rapides, mais manquaient de stabilité et ont été reconstruits avec des étraves en forme de clipper, une largeur accrue et une superstructure réduite à la fin des années 1930.
Pendant la guerre, les torpilles ont été remplacées par des tubes triples de 533 mm et des canons anti-aériens supplémentaires ont été ajoutés.

## Construction et mise en service
Le Alvise da Mostro est construit par le chantier naval Cantieri del Quarnaro de Fiume en Croatie, et mis sur cale le 22 août 1928. Il est lancé le 1er juillet 1929 et est achevé et mis en service le 15 mars 1931. Il est commissionné le même jour dans la Regia Marina.

## Histoire du service

### Nom et devise
Le Da Mosto est nommé d'après le navigateur vénitien Alvide da Ca' da Mosto, né à Venise en 1432, et c'est en fait son nom d'origine, simplifié ensuite en 1930 pour devenir son nom définitif.
La devise du navire, In ogni rischio e con ogni arme (Dans tous les risques et avec toutes les armes), est tirée de la Canzone dei Trofei de Gabriele D'Annunzio (extrait de "Merope", 1912).

### Les années 30
Le Da Mosto est l'avant-dernière unité de la classe à entrer en service en novembre 1931 et en fait, comme le Pigafetta suivant, il a déjà subi les premières modifications pour améliorer la stabilité (allègement et abaissement des superstructures).
Pendant les essais, c'est l'unité qui a atteint la vitesse la plus élevée avec 42,7 nœuds (79 km). Avec le Pigafetta, il reçoit le drapeau de combat à Venise le 4 octobre de la même année.
Comme d'autres unités de la même classe, dans l'entre-deux-guerres, il effectue les activités normales d'une escadrille. Avec le Pessagno, il effectue une croisière représentative en Amérique du Sud et participe aux opérations de soutien naval pendant la guerre civile espagnole de 1936 à 1937.
En 1938, il est reclassé comme destroyer et affecté au XVe escadron. Après une brève période de stationnement à Tanger, il est utilisé pour la formation de l'équipage, puis au printemps 1940, il entre au chantier naval pour la deuxième série de modifications de la coque. Pendant ces travaux, la coque est élargie d'un mètre, la proue est modifiée et l'armement est augmenté.

### La Seconde Guerre mondiale
Le Da Mosto quitte le chantier au début du mois d'août 1940 et reprend sa place dans le XVe escadron de destroyers basée à Brindisi sous la VIIIe division de croiseurs. Avec ceux-ci, il mène une intense activité d'escadron avec diverses missions de recherche de l'ennemi, de pose de mines, de chasse aux sous-marins et de bombardement côtier de l'Albanie en soutien de la campagne de Grèce jusqu'au printemps 1941. Dès lors, il partage le destin d'unités similaires, n'effectuant que des poses de mines et, surtout, l'escorte de convois vers l'Afrique du Nord.
Du 19 au 23 avril 1941, avec la VIIe division de croiseurs (Eugenio di Saovia, Duca d’Aosta, Attendolo et Montecuccoli) et ses navires-jumeaux (sister ships) da Recco, Pessagno, da Verrazzano, Pigafetta et Zeno, ils posent les champs de mines " S 11 ", " S 12 " et " S 13 " (en utilisant un total de 321 mines et 492 flotteurs explosifs) à l'est du Cap Bon.
Entre le 23 et le 24 avril, les unités répètent l'opération en posant 740 autres mines.
Le 1er mai, il pose à nouveau des mines au nord-est de Tripoli, avec ses navires-jumeaux Pigafetta, Da Verrazzano, Da Recco, Zeno et Pessagno et les croiseurs Eugenio di Savoia, Duca d'Aosta et Attendolo.
Les 4 et 5 mai, il fournit une escorte indirecte - avec ses navires-jumeaux Pigafetta, Da Recco, Zeno et Da Verrazzano et les croiseurs légers Eugenio di Savoia, Attendolo et Duca d'Aosta - à un convoi (formé par le transport de troupes Victoria et les cargos Marco Foscarini, Barbarigo, Calitea, Ankara, Andrea Gritti et Sebastiano Venier escortés par les destroyers Vivaldi, da Noli et Malocello et les torpilleurs Cassiopea, Orione et Pegaso) en route vers Naples-Tripoli. Les navires arrivent à destination sains et saufs malgré la détection d'un sous-marin, qui n'a toutefois pas attaqué.
Le 3 juin, il pose deux champs de mines au nord-est de Tripoli, avec les destroyers Pigafetta, Da Verrazzano, Da Recco, Gioberti, Scirocco et Usodimare et les IVe division (croiseurs légers Bande Nere et Alberto di Giussano) et VIIe division (croiseurs légers Eugenio di Savoia, Duca d'Aosta et Attendolo).
Le 28 juin, il pose le champ de mines " S 2 " dans le canal de Sicile avec les croiseurs Attendolo et Duca d'Aosta et les destroyers Pigafetta, Da Verrazzano, Da Recco et Pessagno.
Le 7 juillet, avec la IVe division de croiseurs (Bande Nere et Di Giussano) et la VIIe division de croiseurs (Attendolo et Duca d'Aosta) et les destroyers Pigafetta, Pessagno, Da Recco, Da Verrazzano, Maestrale, Grecale et Scirocco, a effectué une mission de pose de mines dans le canal de Sicile.
Au cours de l'automne 1941, le Da Mosto est modifié avec des équipements anti-sous-marins allemands (S-Geraet et grenades sous-marines). Un groupe de marins allemands est embarqué pour une formation.
Le 1er décembre 1941, le Da Mosto, sous le commandement du capitaine de frégate (capitano di fregata) Francesco Dell'Anno (né à Tarente le 16 octobre 1902), escorte le grand pétrolier moderne Iridio Mantovani qui navigue, chargé de 8 500 tonnes de carburant, de Naples à Tripoli, lorsque les deux navires, à 13h20, sont attaqués par quatre bombardiers Bristol Blenheim du 107e escadron de la Royal Air Force. Touché par quelques bombes, le pétrolier est immobilisé avec de sérieux dommages,,. Le Da Mosto remorque le navire endommagé, mais, à cause de son naufrage, les câbles se rompent, tandis qu'à 16h45 le convoi est à nouveau attaqué par des avions. Touché par d'autres bombes, le Mantovani prend feu,,. Alors que le Da Mosto récupère l'équipage du pétrolier, à 18h00, de la fumée est aperçue au loin. Le destroyer s'approche des navires croyant qu'il s'agit de patrouilleurs italiens, mais il s'agit en fait de la Force K britannique, composée des croiseurs légers HMS Aurora (12) et HMS Penelope (97) et du destroyer HMS Lively (G40),,. Le Da Mosto s'approche à 1 000 mètres des navires britanniques, lance plusieurs torpilles, ouvre le feu avec ses canons, émit des écrans de fumée, mais la disproportion des forces rend tout inutile. Touché à plusieurs reprises, le destroyer est immobilisé avec de sérieux dommages et doit être abandonné par son équipage. Alors que l'abandon du navire est en cours, celui-ci, touché dans le dépôt de munitions arrière, est secoué par l'explosion d'un tel dépôt, redresse la proue coule rapidement par l'arrière, à 18h15, à la position géographique de 33° 53′ N, 12° 28′ O (environ 75 milles nautiques (139 km) au nord-ouest de Tripoli),,. Le Lively a paradé à faible vitesse à une courte distance du groupe de naufragés à l'agonie, leur faisant l'honneur des armes avant de s'éloigner sans ramasser personne,,. Le Mantovani est également achevé par des tirs de navires britanniques, coulant à la position géographique de 33° 50′ N, 12° 50′ E,; son équipage est récupéré par le Aurora.
Parmi l'équipage du Da Mosto, 138 hommes ont disparu en mer, tandis que le commandant Dell'Anno et 134 autres survivants sont récupérés par des unités italiennes,.
Le commandant Dell'Anno (qui a ensuite disparu en mer avec le destroyer Scirocco) a été décoré de la médaille d'or de la valeur militaire pour sa défense héroïque.
Au cours du conflit, le Da Mosto avait effectué 79 missions de guerre pour un total de 23 531 milles nautiques (43 580 km) parcourus et 1 440 heures de navigation.

### Commandement
Commandants
- Capitaine de frégate (Capitano di fregata) Gian Giacomo Ollandini (né à Gênes le 2 janvier 1901) (10 juin 1940 - novembre 1941)
- Capitaine de frégate (Capitano di fregata) Francesco Dell'Anno (né à Tarente le 16 octobre 1902) (novembre - 1er décembre 1941)